# Paul LeDuc (catch)
Pour les articles homonymes, voir Leduc et Paul Leduc.
Paul LeDuc est un catcheur canadien à la retraite, plus connu pour son travail en équipe avec son frère en kayfabe, Jos LeDuc (en).

## Carrière dans le catch
Paul LeDuc se lance dans une carrière professionnelle de catcheur à l'âge de 18 ans. Il commence à s'entraîner à Montréal, à Québec et plus tard au Mexique pour parfaire son instruction. Il convainc un ami, Michel Pigeon (en), de devenir catcheur, lui-aussi, et il prend le nom de ring de Jos LeDuc. Les deux prétendent alors être frères. Ils commencent leurs carrières en travaillant dans la fédération de Stu Hart, Stampede Wrestling, à Calgary dans l'Alberta. Les LeDuc incarnent une gimmick de bûcherons en l'honneur du catcheur décédé trois ans auparavant, « Yukon » Eric Holmback (en). Ils remportent le championnat international par équipe de la fédération (en).
Les LeDuc retournent, par la suite, à Montréal. Ils feudent avec la famille Rougeau (en), de même qu'avec les frères Vachon (Maurice et Paul Vachon). Lors d'un spectacle, il se marie légalement dans le ring en 1971. Ils remportent le Grand Prix Wrestling Tag Team Championship par deux fois, en 1972 et en 1973.
Les LeDuc catchent aussi en Floride, où ils sont connus sous le nom des « Canadian Lumberjacks ». En décembre 1973, ils battent Dusty Rhodes et Dick Slater (en) pour remporter le championnat par équipe de la NWA Florida (en).

## Retraite
Paul LeDuc prend sa retraite du catch en 1978 et travaille pour Québecor, une entreprise de télécommunications, dès l'année suivante,. Il accepte plus tard un poste au Canadian Online Explorer pour écrire des articles sur le catch.
L'ami et l'équipier de LeDuc, Jos LeDuc (en), meurt en 1999. Ils ont prétendu être deux frères si longtemps, que lorsque la vérité a été dévoilée, la nouvelle a été commentée lors de talk-shows au Québec,.
Le fils de Paul, Carl, est lui aussi catcheur.

## Palmarès
- Championship Wrestling from Florida (en)
  - Champion par équipe de la NWA Florida (en) - avec Jos LeDuc (en) (1)[11]
- Grand Prix Wrestling (Montréal)
  - Grand Prix Tag Team Championship (2 fois) - avec Jos LeDuc[9]
- Stampede Wrestling
  - Champion international par équipe de la Stampede Wrestling (en) (1 fois) - avec Jos LeDuc[6]